# گاسترا (میشیگان)
گاسترا، میشیگان (به انگلیسی: Gaastra, Michigan) یک شهر در ایالات متحده آمریکا با جمعیت ۳۴۷ نفر است که در میشیگان واقع شده‌است.

## موقعیت جغرافیایی
موقعیت جغرافیایی شهرها و مناطق اطراف به شرح زیر است: